# Овсов, Андрей Лукич
Андрей Лукич Овсов (1796, село Панезия, Галицкий уезд, Костромская губерния — 29 января 1858, Пенза) — протоиерей Русской православной церкви, ректор духовных училищ Пензенской епархии.

## Биография
Родился в 1796 году в селе Панезия Галицкого уезда Костромской епархии, где отец его был священником.
Отданный в 1806 году в Галицкое духовное училище, Овсов уже в 1809 году перешёл в Костромскую семинарию, которую и окончил семь лет спустя со званием студента. Нелегко было Овсову в течение этих десяти лет. Отец его, обремененный многочисленной семьёй, был настолько беден, что семье нередко приходилось питаться почти одним хлебом.
Поступив в 1816 году в Московскую духовную академию, он обратил на себя внимание своими сочинениями, два из которых были напечатаны в собрании сочинений студентов Московской духовной академии.
По окончании академии Овсов 18-го сентября 1820 года был возведён в степень магистра богословия и вслед за тем назначен инспектором и профессором философии в Пензенскую духовную семинарию.
Два года спустя он сверх того был назначен ещё и ректором пензенских духовных училищ.
1-го августа 1831 года был рукоположён в священники с назначением настоятелем Пензенской Николаевской церкви и с оставлением во всех занимаемых должностях.
С 24-го июля 1834 года назначен был ещё и депутатом в Пензенскую Уголовную Палату, для присутствования по делам, касающимся духовных лиц.
Исполнение многочисленных и разнообразных должностей сильно утомляло Овсова, и по его просьбе он был уволен 7-го сентября 1834 года от должности инспектора и профессора семинарии, с оставлением, однако, ректором духовных училищ и депутатом Палаты.
27-го апреля 1840 года он был награждён камилавкой, а пять лет спустя является на церковной кафедре, как катехизатор, и своими проповедями быстро привлекает к себе общее внимание.
31-го декабря 1846 года назначен ещё членом Пензенской духовной консистории.
11-го апреля 1855 года, по поручению пензенского епископа, он принял на себя обязанности цензора проповедей, произносимых поочередно учёным духовенством в кафедральном соборе и в том же году, сверх того, был назначен членом в Комитет историко-статистического описания Пензенской епархии, причём описал несколько древнейших и интереснейших храмов этой епархии.
Но много поработать ему на последнем поприще не пришлось. Здоровье его сильно пошатнулось и 29-го января 1858 года он скончался. Тело его погребено при Пензенской Николаевской церкви.